# Blackburn Ripon
Blackburn Ripon byl britský palubní dvouplošný torpédový bombardér a průzkumný letoun. Poprvé vzlétl v roce 1926. V letech 1930–1935 byl používán jako torpédový bombardér na lodích Fleet Air Arm. Letouny Ripon byly prodány také do Finska, kde se účastnily bojů zimní války a pokračovací války a vyřazeny byly až v roce 1944.

## Vývoj
Blackburn Ripon byl vyvinut jako náhrada jednomístného torpédového bombardéru Blackburn Dart. Projekt začal na základě specifikací 21/23, požadujících dálkový průzkumný letoun s dvoučlennou posádkou. První prototyp, vybavený kolovým podvozkem vzlétl 17. dubna 1926. Druhý prototyp s plováky vzlétl 26. srpna 1926. Při leteckých testech se letoun utkal s prototypy letounů Handley Page Harrow a Avro Buffalo, ovšem ani jeden z nich nebyl úspěšný. Ripon proto byl přepracován, dostal výkonnější motor, větší směrovku a byla změněna šípovitost křídel. Upravený prototyp se pak stal vítězem soutěže.
Na základě objednávky bylo následně vyrobeno 90 sériových Riponů. Použitím výkonnějšího motoru a draku Riponu vznikl následující typ Blackburn Baffin. Celkem bylo takto upraveno 68 kusů letounů Ripon.

## Služba
Ripon vstoupil do služby ve Fleet Air Arm v lednu 1929, kdy byly první Ripony zařazeny do stavu 462. letky torpédových bombardérů na palubě HMS Furious. Letouny obvykle sloužily s pevným podvozkem a z palub letadlových lodí. Pevný podvozek ale bylo možné vyměnit za plováky, což se stávalo jen zřídka. V letkách byly Ripony používány až do roku 1933, kdy bylo letectvo reorganizováno a vznikly větší squadrony. Ripony pak byly ve stavu squadron čísel 810., 811. a 812. Poslední kusy byly z aktivní služby vyřazeny v roce 1935 a ve službě nahrazeny Blackburny Baffin.
Finské letectvo zakoupilo jeden vzorový kus Riponu vyrobený přímo Blackburnem a dalších 25 kusů bylo postaveno ve finsku v licenci. Byly poháněny různými hvězdicovými motory. První kus měl motor Bristol Jupiter VII o výkonu 580 k, dalších sedm kusů mělo motory Gnome-Rhône Jupiter VI o výkonu 480 k, ty následovalo osm kusů s motory Armstrong Siddeley Panther o výkonu 535 k a posledních deset letounů mělo motory Bristol Pegasus o výkonu 580 k. Finské letectvo své Ripony používalo k průzkumu. Za války operovaly pouze v noci poté, co byl jeden kus v roce 1939 sestřelen sovětským stíhačem. Ze služby byly vyřazeny v roce 1944.

## Dochovaný kus
Dodnes se zachoval jediný kus, označený kódem RI-140. Je vystaven ve finském muzeu Päijät-Häme.

## Varianty
- Ripon I - dva prototypy

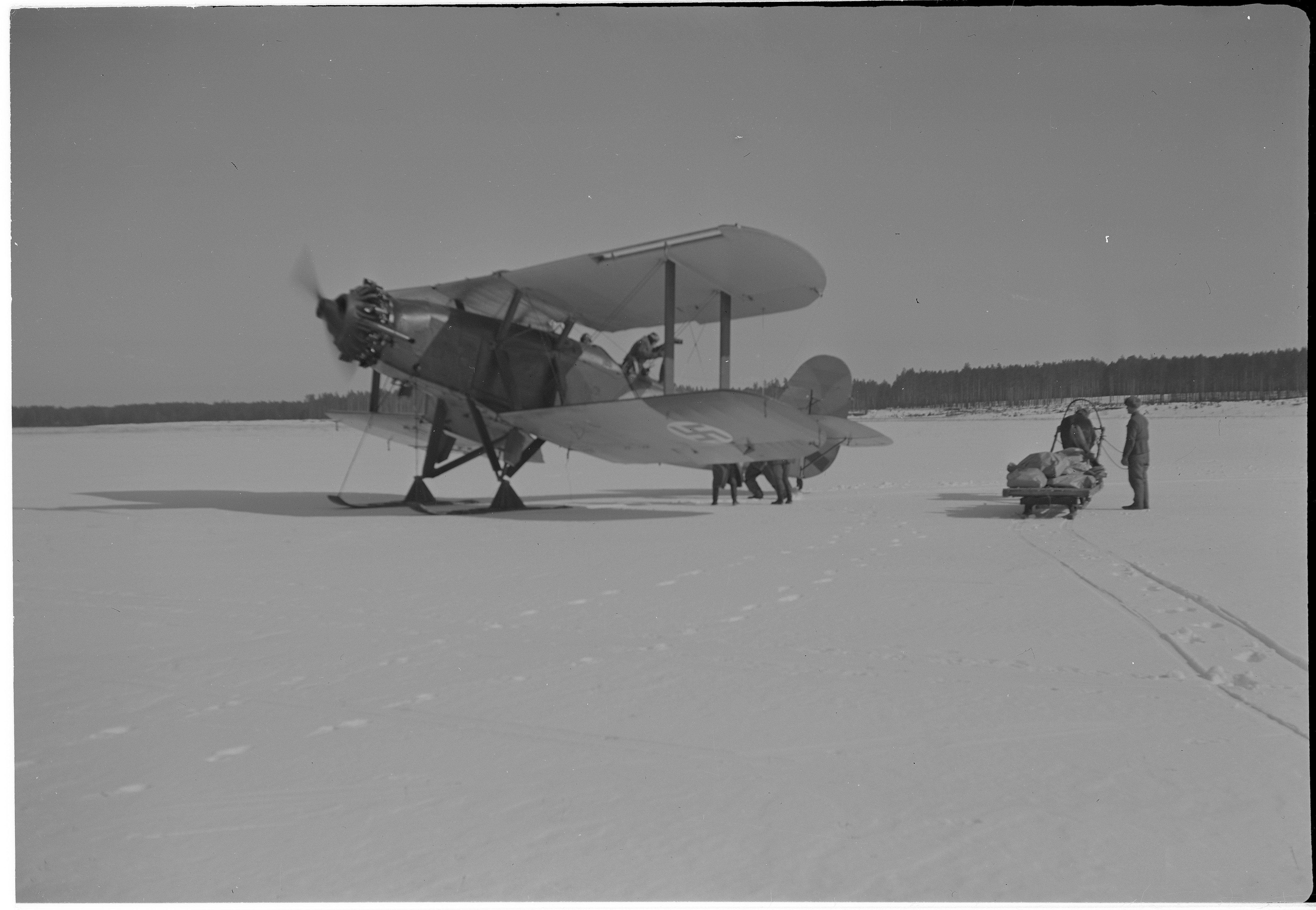
Blackburn Ripon IIF

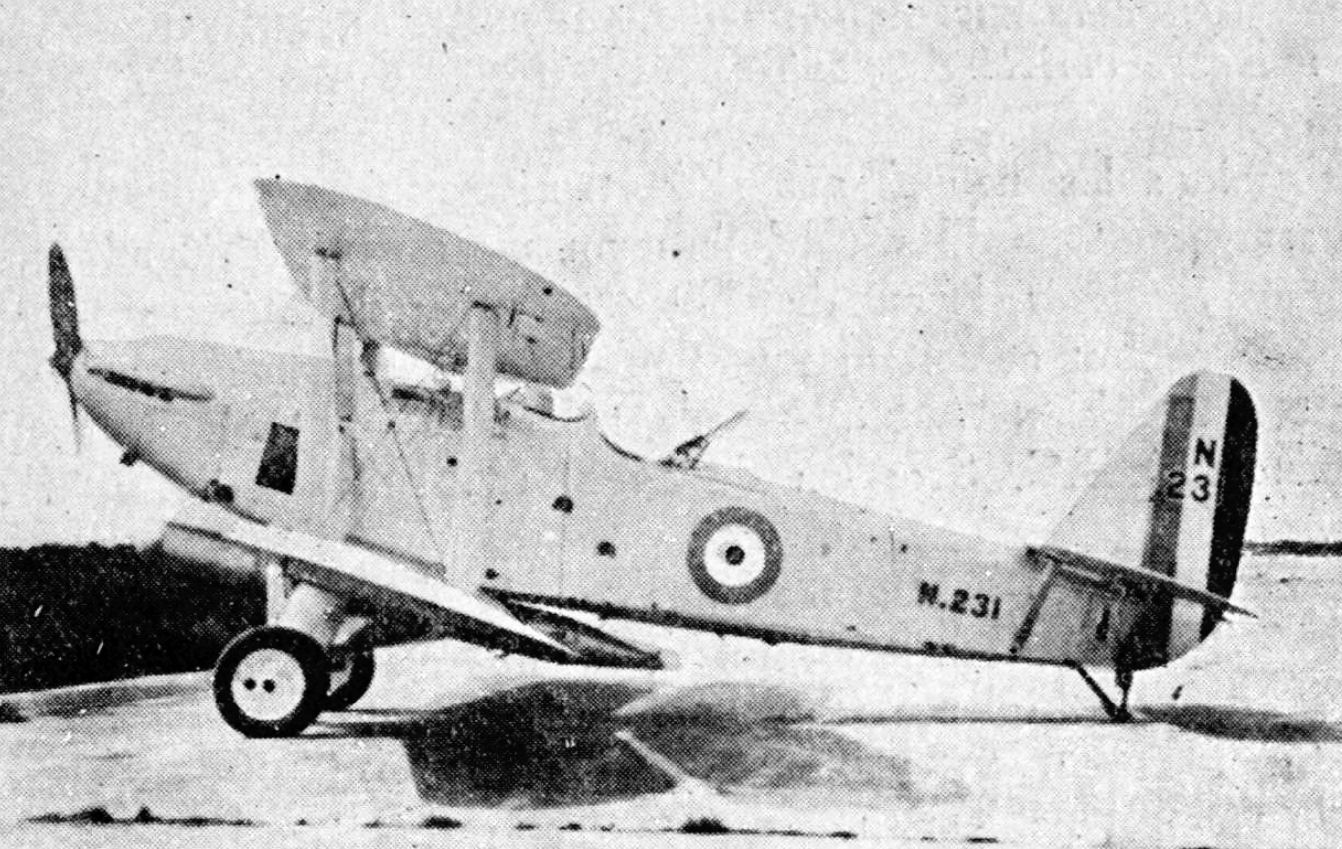
Blackburn Ripon Mk.II

- Ripon II - 20 prvních sériových kusů (mnoho upraveno na standard Mk IIC)
- Ripon IIA - ocelová žebra křídel, pevný kulomet, 40 kusů
- Ripon IIC - celokovová křídla, 30 kusů
- Ripon IIF - Ripony finského letectva, 26 kusů.
- Ripon III - jeden prototyp s prodlouženým nosem a novou ocasní plochou

## Specifikace (Ripon IIC)

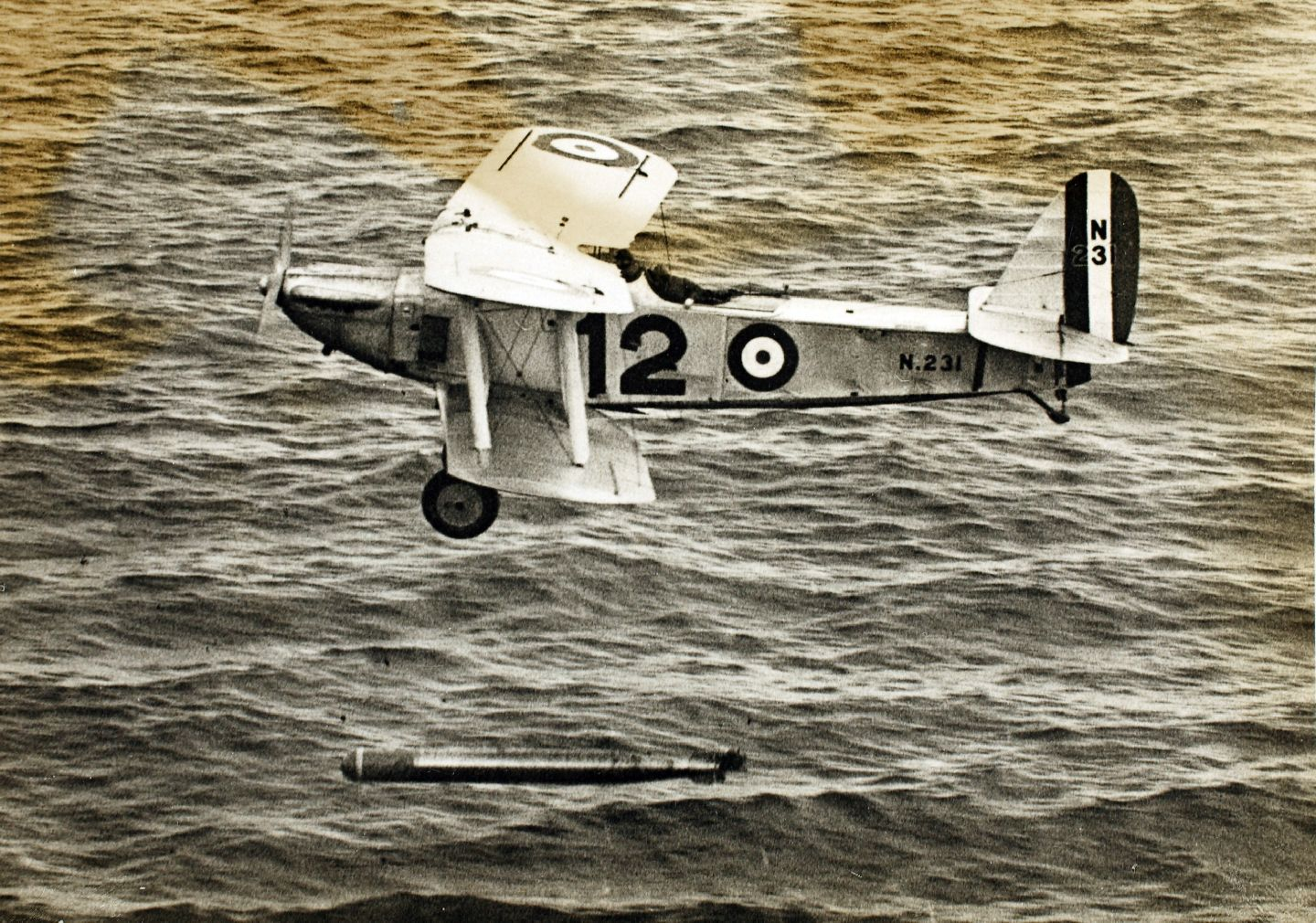
Blackburn Ripon, RAF

### Technické údaje
- Posádka: 2
- Rozpětí: 13,67 m
- Délka: 11,20 m
- Výška: 3,91 m
- Nosná plocha: 63 m²
- Hmotnost prázdného letounu: 1878 kg
- Vzletové hmotnost: 3310 kg
- Pohonná jednotka: 1 × Čtyřdobý zážehový kapalinou chlazený dvanáctiválec s válci do W Napier Lion X, XI či XIA
  - Výkon motoru (verze Lion XI): 580 k (432,5 kW)

### Výkony
- Nejvyšší rychlost: 179 km/h
- Dostup: 3050 m
- Doba výstupu do 1981 m: 15 min. a 30 sekund
- Dolet: 660 km

### Výzbroj
- 1 × pevný kulomet Vickers
- 1 × pohyblivý kulomet Lewis
- 1 × 18palcové torpédo